# Álvaro Benet
Álvaro Benet es un actor y productor español. conocido por su interpretación en la serie La reina del sur y Sin senos si hay paraíso

## Biografía
Álvaro Benet actor español natural de Valencia, se trasladó a Madrid para emprender su formación en la Universidad Camilo José Cela. Uno de sus primeros trabajos en televisión fue en la serie La Reina del Sur esto le llevó a trabajar en otras producciones nacionales e internacionales como Metastasis, En la Boca del Lobo, El Chivo, La Esquina del Diablo, en el cine ha participado en películas como Fragmentos de Amor, Vida, Muerte y Renacer y Asfixia. También ha trabajado en varias obras de teatro como Decade Grounded y Otelo bajo la dirección de Adán Black. Ha sido imagen en publicidad de varias marcas internacionales para todo el mundo. Ahora desarrolla su trabajo como actor entre España y Colombia.

## Filmografía

### Televisión
| Año       | Título                               | Personaje              | Canal              |
| --------- | ------------------------------------ | ---------------------- | ------------------ |
| 2025      | Perfil Falso                         | Ignacio Santos         | Netflix            |
| 2023-2024 | Rigo                                 | Mariano Santana        | Canal RCN          |
| 2023-2024 | La influencer                        | Joaquin Pizarro        | Netflix            |
| 2022      | Las Villamizar                       | Rafael Ulloa           | Caracol Televisión |
| 2021      | Mil colmillos                        |                        | HBO Max            |
| 2021      | MalaYerba                            | Ricardo                | Starzplay          |
| 2021      | El Cartel de los Sapos: el origen    | Markel                 | Netflix            |
| 2020      | La reina de Indias y el conquistador | José Buendía           | Netflix            |
| 2020      | Perdida                              | Director de Milena     | Antena 3           |
| 2019      | Bolívar                              | Pablo Morillo          | Caracol Televisión |
| 2018      | Sitiados 2                           | Edilson                | Fox Premium        |
| 2017-2018 | Sin senos sí hay paraíso             | Miguel Díaz            | Telemundo          |
| 2017      | Hermanos y hermanas                  |                        | Canal RCN          |
| 2016-2017 | La ley del corazón                   |                        | Canal RCN          |
| 2016      | Azúcar                               | Antonio Garcia Vivanco | Canal RCN          |
| 2016      | La viuda negra 2                     |                        | UniMás             |
| 2015      | La esquina del diablo                | Riquelme               | UniMás             |
| 2014      | El Chivo                             | Ministro Santana       | UniMás             |
| 2014      | En la boca del lobo                  |                        | UniMás             |
| 2014      | Metástasis                           |                        | UniMás             |
| 2011      | La reina del sur                     | Josef Farid            | Telemundo          |

## Cine
- 2016 - Vida, Muerte y Renacer - Largometraje. Protagonista. Afasia Films. Dir. Luis Vanegas
- 2015 - Fragmentos de Amor - Largometraje. 64A Films. Dir. Fernando Vallejo Da Silva
- 2013 - Otra Vez - Cortometraje. Tekis Band Films. Dir. Mario Pagano
- 2012 - 7MF - Cortometraje. Tekis Band Films. Dir. Mario Pagano
- 2011 - Último Respiro - Teaser. Tekis Band Films. Dir. Mario Pagano

## Teatro
- 2013 - Otelo - Dirección: Adán Black. The Show Theatre for the People. Madrid
- 2012 - Paco el Carnicero - Dirección: Mario Pagano. Microteatro por Dinero. Madrid
- 2012 - Decade Grounded - Dirección: Adán Black. The Show Theatre for the People. Madrid